# 3 رمضان
- السبت
- الأحد
- الاثنين
- الثلاثاء
- الأربعاء
- الخميس
- الجمعة

- 11 مارس 2025
- 22 مارس 2025
- 33 مارس 2025
- 44 مارس 2025
- 55 مارس 2025
- 66 مارس 2025
- 77 مارس 2025
- 88 مارس 2025
- 99 مارس 2025
- 1010 مارس 2025
- 1111 مارس 2025
- 1212 مارس 2025
- 1313 مارس 2025
- 1414 مارس 2025
- 1515 مارس 2025
- 1616 مارس 2025
- 1717 مارس 2025
- 1818 مارس 2025
- 1919 مارس 2025
- 2020 مارس 2025
- 2121 مارس 2025
- 2222 مارس 2025
- 2323 مارس 2025
- 2424 مارس 2025
- 2525 مارس 2025
- 2626 مارس 2025
- 2727 مارس 2025
- 2828 مارس 2025
- 2929 مارس 2025
- 130 مارس 2025
- 231 مارس 2025
- 31 أبريل 2025
- 42 أبريل 2025
- 53 أبريل 2025
- 64 أبريل 2025

3 رمضان أو 3 رمضان المُبارك أو يوم 3 \ 9 (اليوم الثالث من الشهر التاسع) هو اليوم التاسع والثلاثون بعد المائتين (239) من أيَّام السنة (أو الأربعون بعد المائتين لو كان شهر شعبان مُتممًا لليوم الثلاثين أو الحادي والأربعون بعد المائتين لو أتم كلاً من صفر وربيع الآخر وجمادى الآخرة وشعبان ثلاثين يوماً) وفق التقويم الهجري القمري (العربي). يبقى بعده 115 أو 116 يومًا لانتهاء السنة.

## أحداث
- 37 هـ - انعقاد مجلس التحكيم بين علي بن أبي طالب ومعاوية بن أبي سفيان، فأرسل علي بن أبي طالب أربعمائة رجل وحكَمه أبا موسى الأشعري، وأرسل معاوية أقل منه وحكمه عمرو بن العاص، ودار بين الحكمين حوار طويل ومداوَلات عديدة انتهت إلى بقاء الأمر على ما هو عليه: علي بن أبي طالب أميرًا للمؤمنين يحكم على ما تحت يديه من الحجاز والعراق واليمن ومصر، ومعاوية يحكم على ما تحت يديه من الشام، مع تفويض أعيان الصحابة السابقين في الإسلام للنظر في من يلي أمور المسلمين والاجتماع على رجل يكون خليفةً للمسلمين، وذلك بعد أن اعتزل العديد من كبار الصحابة هذه الفتنة.
- 350 هـ - تولي الحكم بن عبد الرحمن الناصر الحكم، والملقب بالحكم المستنصر، الخلافة الأموية بالأندلس.
- 418 هـ - أبو طاهر جلال الدولة يدخل مدينة بغداد عاصمة الخلافة الإسلامية، بعد أن خرج الخليفة أحمد القادر بالله للقائه، واستقر جلال الدولة في بغداد معلنًا ضمها إلى الدولة البويهية وآمرًا بإقامة الخطبة لنفسه.
- 586 هـ - اشتداد حصار الصليبيين حول مدينة عكا، وقد حاولوا اقتحامها، لكنهم فشلوا.
- 709 هـ - مدينة ألمرية الأندلسية تنهي بناء ما تهدم من أسوارها وأبنيتها بعد حصار البرشونيين الأسبان لها، الذي دام طويلاً. وتمّ استعمال المناجيق طوال شهور من الحصار، إلا أن استبسال سكانها المسلمين قد حال دون احتلالها من قبل الأسبان. بلغ عدد القتلى من المسلمين الناتج عن الحصار مائة وتسعة وخمسين مسلماً، وقد ساعدت الريح الباردة التي دامت شهرين في تدهور حالة الأسبان، حتى عمهم الجوع، فلجأوا للصلح وانسحبوا عن المدينة.
- 1307 هـ - مقتل القائد المسلم الأمير رابح بن الزبير الذي أقام مملكة إسلامية في منطقة تشاد، كانت عاصمتها مدينة «ديكوا» بعد قيام الفرنسيين بغزو مملكته والدخول إلى العاصمة «ديكوا».
- 1330 هـ - أحمد الهيبة يدخل مراكش ويبايع سلطانا على المغرب.
- 1368 هـ - الأقلية البيضاء الحاكمة في جنوب أفريقيا تبدأ في تطبيق قوانين الفصل العنصري ضد السود، فيما عرف بسياسة الأبارتهايد.
- 1379 هـ - زلزال يهز مدينة أغادير المغربية، بقوة 5.9 على مقياس ريختر، وذلك على الساعة 23:15، فدام الزلزال 15 ثانية، ليقتل ثلث السكان، ويشرد ثلثاً آخر، حيث كان عدد السكان آنذاك 45.000 نسمة.
- 1435 هـ -
  - السُلطات الإسرائيليَّة تعثر على جُثث المُستوطنين الثلاثة بعد 18 يومًا من اختفائهم.
  - البنك الفرنسي بي إن بي باريبا تم تغريمه بمبلغ قدره 8.97 مليار دولار أمريكي لانتهاكه الحظر الأمريكي ضد إيران والسودان وكوبا.
- 1436 هـ - كتائب القسام الجناح العسكري لحماس تقوم بعملية هجومية على مستوطنة دولف قرب رام الله وتتمكن من قتل مستوطن وإصابة آخر.

## مواليد
- 1318 هـ - يوسف بن راشد آل الشيخ مبارك، فقيه مالكي ومؤرخ سعودي سعودي.
- 1329 هـ - حسين مؤنس، مؤرخ مصري.
- 1352 هـ - صفوت الشريف، وزير إعلام مصري سابق.
- 1361 هـ - مصطفى فهمي، ممثل مصري.
- 1362 هـ - حسن قاسم حبش، خطاط عراقي.
- 1367 هـ -
  - محمد المنصور، ممثل كويتي.
  - حسن ويرايودا، وزير خارجية إندونيسيا.
- 1375 هـ - لطيفة المجرن، ممثلة بحرينية.
- 1379 هـ - الشاب خالد، مغني فرنسي من أصل جزائري.
- 1380 هـ - زكي فطين عبد الوهاب، ممثل مصري.
- 1381 هـ - محمد إبراهيم، لاعب ومدرب كرة قدم كويتي.
- 1385 هـ - هدى سلطان، ممثلة بحرينية.
- 1408 هـ - شيرين عادل، ممثلة مصرية.
- 1411 هـ - هنوف السعدون، ممثلة كويتية.

## وفيات
- 413 هـ - الشيخ المفيد من محدثي الشيعة، وزعيمهم في زمانه.
- 567 هـ - ابن الشجري، أديب ونحوي بغدادي.
- 1307 هـ - رابح بن الزبير، قائد وأمير تشادي.
- 1342 هـ - محمد مهدي المازندراني، رجل دين وخطيب حسيني ومُؤلّف شيعي عراقي.
- 1397 هـ - مفدي زكريا، شاعر جزائري.
- 1402 هـ - عجاج نويهض، مؤرخ لبناني.
- 1416 هـ - فاطمة رشدي، ممثلة مصرية.
- 1427 هـ - جواد التبريزي، مرجع شيعي اثني عشري إيراني.
- 1431 هـ - الطاهر وطار، كاتب جزائري.
- 1432 هـ - فؤاد غازي، مغني سوري.
- 1439 هـ - مية الجريبي، سياسية ومناضلة حقوقية تونسية.

## وصلات خارجية
- موقع قصة الإسلام: حدث في شهر رمضان.